# SEOPanel
SEO Panel è un'applicazione PHP libera che consente di visualizzare i ranking sui motori di ricerca (google, bing e yahoo!, ma anche altri personalizzabili dall'utente) di uno o più siti tramite un qualsiasi browser. L'applicazione è indirizzata agli ottimizzatori di siti (SEO) e a tutti coloro che desiderino tenere sotto controllo il posizionamento dei propri portali. Il software funziona sulla base di un parser dei risultati dei motori in formato HTML realizzato in PHP, mentre tutte le informazioni rilevate sono progressivamente memorizzate in un database MySQL.

## Descrizione
SEO Panel permette di inserire un numero a piacere di siti web da monitorare e di chiavi di ricerca (query), e di generare dei report (con eventuali grafici) relativi al ranking di ogni chiave per gli URL indicati, eventualmente schedulandoli mediante cron-job. Il sistema supporta un'utenza principale amministrativa ed una o più utenze standard che possono funzionare in modo indipendente. Le operazioni principali supportate da SEO Panel riguardano:
- segnalazione a web-directory dei siti
- monitoraggio chiavi di ricerca
- generazione di sitemap
- rank checker (MOZ Rank, AlexaRank)
- link checker
- saturazione dei motori di ricerca
- generatore automatico di meta tag
- supporto eventuale a plugin aggiuntivi ed a proxy server
- report esportabili in PDF e/o per la stampa

## Installazione
I prerequisiti di SEO Panel sono: un'installazione attiva di MySQL ed un server Apache, e bisogna che siano attivi: il software va salvato in una cartella apposita (tipicamente www, htdocs, wwwroot, etc).

## Configurazione
Dopo aver copiato tutti i file nella cartella del server, bisogna creare un database MySQL (eventualmente anche un'utenza annessa) e configurare il file sp-config.php nella cartella /config in base a quanto specificato in precedenza.

## Versioni
- 0.9.0 (gennaio 2010): Prima release interna.
- 3.3.0 (novembre 2012): Penultima release.
- 3.3.1 (2012): Penultima release.
- 3.4.0 (2014): Penultima release.
- 3.5.0 (2014): Penultima release.
- 3.6.0 (2014): Penultima release.
- 3.7.0 (June 2015): Penultima release.
- 3.8.0 (Jan 2016): Penultima release.
- 3.9.0 (June 2016): Penultima release.
- 3.10.0 (jan 2017): Ultima release disponibile.